# Diogo de Sousa (arcebispo de Évora, 1610)
Diogo de Sousa (morto a 30 de dezembro de 1610) foi um prelado católico português, Bispo de Miranda (1597–1610) e Arcebispo de Évora (1610).

## Biografia
Filho ilegítimo de um aristocrata, Diogo de Sousa ingressou na carreira eclesiástica. Foi nomeado Bispo de Miranda em 4 de julho de 1597 e ordenado bispo no mesmo ano, na Igreja de São Domingos, em Lisboa. Em 1 de março de 1610, foi transferido para a Arquidiocese de Évora, onde serviu como arcebispo por poucos meses até sua morte em 30 de dezembro de 1610.